# Focke-Wulf Fw 189
Focke-Wulf Fw 189 Uhu ("Chim cú lớn") là một loại máy bay trinh sát chiến thuật/liên lạc của Đức. Đây là loại máy bay hai động cơ, ba chỗ ngồi. Bay lần đầu năm 1938 (Fw 189 V1), đưa vào trang bị năm 1940 và được sản xuất cho đến giữa năm 1944. Không nên nhầm lẫn với loại máy bay tiêm kích bay đêm Heinkel có cùng tên.

## Biến thể
Kiểu sản xuất chính là loại trinh sát Fw 189A, được chế tạo phần lớn với hai biến thể là A-1 và A-2. Các máy bay lắp 2 động cơ Argus As 410 công suất 465 PS (459 hp, 342 kW).
- Fw 189 A-0:
- Fw 189 A-1:
- Fw 189 A-1 Trop:
- Fw 189 A-1/U2:
- Fw 189 A-1/U3:
- Fw 189 A-2:
- Fw 189 A-3:
- Fw 189 A-4:

Fw 189B là máy bay huấn luyện 5 chỗ, chỉ có 13 chiếc được chế tạo.
- Fw 189 B-0:
- Fw 189 B-1:

Fw 189C là máy bay cường kích bọc giáp hạng nặng. Có biến thể chi viện trực tiếp.
- Fw 189D:
- Fw 189E:
- Fw 189 F-1:
- Fw 189 F-2:

## Quốc gia sử dụng
Germany
- Luftwaffe

 Bulgaria
- Không quân Bulgary

 Hungary
- Không quân Hoàng gia Hungary

 Na Uy
- Không quân Hoàng gia Na Uy (sau chiến tranh)

 Romania
- Không quân Hoàng gia Romania

 Slovakia
- Slovenské vzdušné zbrane
- Không quân Nổi dậy Slovak

## Tính năng kỹ chiến thuật (Fw 189 A-1)
Đặc điểm tổng quát
- Kíp lái: 3
- Chiều dài: 12 m (39 ft 4 in)
- Sải cánh: 18,4 m (60 ft 4 in)
- Chiều cao: 3,7 m (12 ft 0 in)
- Diện tích cánh: 38 m² (409 ft²)
- Trọng lượng rỗng: 2.680 kg (5.920 lb)
- Trọng lượng có tải: 3.950 kg (8.708 lb)
- Động cơ: 2 × Argus As 410, 342 kW (465 PS - 459 hp)  mỗi chiếc

 Hiệu suất bay 
- Vận tốc cực đại: 357 km/h trên độ cao 2.600 m (222 mph độ cao 8.530 ft)
- Tầm bay: 670 km (416 mi)
- Trần bay: 8.400 m (27.550 ft)
- Vận tốc lên cao: 8,3 m/s (1.640 ft/phút)
- Tải trên cánh: 103,9 kg/m² (21,3 lb/ft²)
- Công suất/trọng lượng: 86,6 W/kg (0,053 hp/lb)

Trang bị vũ khí

Fw-189A-1

- 2 súng máy MG 17 7,92 mm (.312 in)
- 1 súng máy MG 15 7,92 mm (.312 in)
- 1 súng máy MG 15 7,92 mm (.312 in)
- 4 quả bom 50 kg (110 lb)